# Municipio de Celaya
El municipio de Celaya es uno de los cuarenta y seis municipios que conforman el estado mexicano de Guanajuato, siendo su cabecera la ciudad homónima. Fundado el 12 de octubre de 1570, estableció su primer ayuntamiento el 1 de enero de 1571. Se encuentra situado en la región del Bajío, en la parte centro-sureste de la entidad.
Tiene una extensión territorial total de 553.1 kilómetros cuadrados, siendo el 21.º a nivel estatal. El número de habitantes en cambio, le representa ser el 3.º (solo después de León e Irapuato), con una población de 521 169 habitantes (2020).

## Geografía

### Localización
El municipio está situado a los 100°48′55″ de longitud oeste del meridiano de Greenwich y a los 20° 31' 40" de latitud norte. Su altitud promedio sobre el nivel del mar es de 1750 metros. Cuenta con una extensión de 553.23 kilómetros cuadrados clasificada generalmente como pradera semiesteparia. Su extensión comprende un equivalente al 1.8% de la superficie estatal.
Celaya colinda al norte con el municipio de Comonfort; al este con el municipio de Apaseo el Grande; al sudeste con el municipio de Apaseo el Alto; al sur con el municipio de Tarimoro; al suroeste con el municipio de Cortazar; al oeste con el municipio de Villagrán y al noreste con el municipio de Santa Cruz de Juventino Rosas, todos dentro del mismo estado de Guanajuato.

### Orografía
El territorio comprende la planicie dentro de la región del Bajío guanajuatense, está limitado al norte, por estribaciones de la Sierra de las Gallinas (conocida localmente como Sierra de Comonfort); al noroeste, por el Cerro de Jocoque (o Xocoqui); al sureste, por las montañas de Apaseo el Alto y por el Cerro Pelón; y al suroeste, por el sistema montañoso de la Gavia. Todos los anteriores con alturas promedio sobre el nivel del mar de 2000 metros.

### Hidrografía
El municipio es recorrido por el río Laja, un afluente del río Lerma, que es alimentado por el río Querétaro, prácticamente todo el territorio del municipio de Celaya pertenece a la Cuenca del río Laja, con excepción de un pequeño sector del extremo sur que pertenece a la Cuenca río Lerma - Salamanca, ambas de la Región hidrológica Lerma-Santiago.
La principal corriente hidrológica del municipio es el río Laja, el cual nace en el municipio de San Felipe, recorre Dolores Hidalgo y San Miguel de Allende, penetra a través de Comonfort por el norte del municipio de Celaya y fluye por el oriente de la ciudad, cruzándola longitudinalmente de norte a sur; de ahí gira al poniente para desembocar en el río Lerma.
En el área de Celaya se explotan dos acuíferos, uno inferior termal con temperatura del orden de los 40 °C, formado por depósitos volcánicos tobáceos tipo rioeolítico. El acuífero superior es frío y está formado por un paquete de sedimentos lacustres estratificados y por derrames de rocas volcánicas basálticas. En la mayor parte del área, ambos acuíferos actúan conjuntamente por carecer de un confinante que los separe.

### Clima
El clima se define como mayormente semiseco/semicálido (BS1h), presenta lluvias en verano con una precipitación media anual de 603.3 mm y no tiene una estación invernal definida. La temperatura media estimada es de 25.0 °C, con una mínima de 1 °C y una máxima de 36.4 °C.
| Parámetros climáticos promedio de Celaya | Parámetros climáticos promedio de Celaya | Parámetros climáticos promedio de Celaya | Parámetros climáticos promedio de Celaya | Parámetros climáticos promedio de Celaya | Parámetros climáticos promedio de Celaya | Parámetros climáticos promedio de Celaya | Parámetros climáticos promedio de Celaya | Parámetros climáticos promedio de Celaya | Parámetros climáticos promedio de Celaya | Parámetros climáticos promedio de Celaya | Parámetros climáticos promedio de Celaya | Parámetros climáticos promedio de Celaya | Parámetros climáticos promedio de Celaya |
| Mes                                      | Ene.                                     | Feb.                                     | Mar.                                     | Abr.                                     | May.                                     | Jun.                                     | Jul.                                     | Ago.                                     | Sep.                                     | Oct.                                     | Nov.                                     | Dic.                                     | Anual                                    |
| ---------------------------------------- | ---------------------------------------- | ---------------------------------------- | ---------------------------------------- | ---------------------------------------- | ---------------------------------------- | ---------------------------------------- | ---------------------------------------- | ---------------------------------------- | ---------------------------------------- | ---------------------------------------- | ---------------------------------------- | ---------------------------------------- | ---------------------------------------- |
| Temp. máx. abs. (°C)                     | 36.0                                     | 34.5                                     | 39.0                                     | 39.0                                     | 38.5                                     | 38.0                                     | 38.9                                     | 35.5                                     | 33.0                                     | 34.5                                     | 35.0                                     | 34.0                                     | 39.0                                     |
| Temp. máx. media (°C)                    | 24.0                                     | 25.5                                     | 28.2                                     | 30.2                                     | 31.0                                     | 29.3                                     | 27.3                                     | 27.4                                     | 26.9                                     | 26.4                                     | 25.8                                     | 24.3                                     | 27.2                                     |
| Temp. media (°C)                         | 14.8                                     | 16.1                                     | 18.5                                     | 20.9                                     | 22.4                                     | 22.1                                     | 20.7                                     | 20.6                                     | 20.2                                     | 18.8                                     | 17.1                                     | 15.5                                     | 19.0                                     |
| Temp. mín. media (°C)                    | 5.6                                      | 6.7                                      | 8.8                                      | 11.6                                     | 13.7                                     | 14.9                                     | 14.2                                     | 13.9                                     | 13.6                                     | 11.2                                     | 8.4                                      | 6.7                                      | 10.8                                     |
| Temp. mín. abs. (°C)                     | -3.5                                     | -5.0                                     | -3.0                                     | 1.0                                      | 2.0                                      | 6.0                                      | 2.5                                      | 6.5                                      | 3.0                                      | 1.0                                      | -5.0                                     | -4.5                                     | −5.0                                     |
| Lluvias (mm)                             | 13.9                                     | 7.4                                      | 7.1                                      | 13.3                                     | 30.5                                     | 103.1                                    | 142.2                                    | 133.1                                    | 101.6                                    | 44.2                                     | 13.4                                     | 7.5                                      | 617.3                                    |
| Días de lluvias (≥ 0.01 mm)              | 2.4                                      | 1.4                                      | 1.6                                      | 2.4                                      | 5.6                                      | 11.3                                     | 14.4                                     | 13.3                                     | 10.7                                     | 5.5                                      | 2.1                                      | 1.8                                      | 72.5                                     |
| Fuente: SMN                              |                                          |                                          |                                          |                                          |                                          |                                          |                                          |                                          |                                          |                                          |                                          |                                          |                                          |

### Ecosistemas

#### Flora
El municipio se encuentra ubicado en el reino Neotropical en la región Xerofítica mexicana y en las provincias denominadas como Mesa Central y Eje Neovolcánico.

#### Fauna
México es un país que se distingue por su diversidad y también por poseer una elevada proporción de especies exclusivamente dentro de su territorio (especies endémicas); más del 17% de especies de vertebrados son endémicas; la herpetofauna se distingue con el 60% de los anfibios y el 52% de los reptiles. El estado de Guanajuato ocupa el 28.º lugar en cuanto a riqueza de vertebrados endémicos mesoamericanos y el 25.º lugar con respecto a endémicos estatales. En cuanto a los mamíferos se tiene el 51.6%, 38.46% de reptiles, el 25% de anfibios, 19.18 de artrópodos y 22% de peces. Para tener un mejor entendimiento de la fauna de la región se dividió en las siguientes categorías: Fauna doméstica, Fauna nociva, Fauna silvestre original Fauna silvestre que se ha adaptado a las condiciones humanas y subsisten a pesar de los cambios en su hábitat natural, tal es el caso de aves (gorriones, palomas), mamíferos y algunos reptiles (lagartijas), pero poniendo mayor énfasis en la fauna silvestre, por ser esta la de mayor valor ecológico.

### Falla geológica
La geología estructural esta caracterizada básicamente por la existencia de lineamientos correspondientes a dos tendencias principales: la primera de dirección SW-NE, que afectó a las rocas andesíticas y basálticas del Mioceno, y que además dio origen a la depresión central; esta depresión limita al poniente con el Lago de Chapala y al oriente con el sistema de fallas NNW-SSE de Querétaro, conocido en la literatura geológica como lineamiento Taxco-San Miguel de Allende. Este lineamiento (SW-NE), quedó mejor expuesto en las rocas de los cerros Picacho, San Pedro, norte de Neutla y Juventino Rosas.
Por otra parte, al sur de la Depresión Central, este sistema de fallas fue aprovechado por el ascenso de los magmas basálticos del Plioceno - Cuaternario, lo que dio por resultado el alineamiento de los centros volcánicos en esa dirección. Ejemplo de ello son los alineamientos de los volcanes Culiacán - La Gavia y los pequeños conos alineados en esa dirección, al sur de Apaseo el Alto.
El segundo sistema estructural en importancia es el ya definido como NNW-SSE, es decir casi norte-sur, de Querétaro. Este sistema se manifiesta a través de dos largas fallas, que como ya se dijo, delimitan la depresión central en su borde oriental. Un reflejo de estos sistemas se manifiesta él las rocas riolíticas e ignimbríticas más antiguas, pero la única mayor, de tendencia Este-Oeste, es la que se infiere al oriente , aparentemente sin actividad tectónica reciente. Un caso particular ya reportado, indica que por la desmedida extracción de agua se ha propiciado la formación de fallas geológicas, debido al descenso del nivel piezométrico y a la consecuente compactación del terreno, lo cual originó hundimientos diferenciales en la ciudad de Celaya.
Estas fallas se han estado presentando desde hace 30 años, pero desde los años 1980 a la fecha la velocidad registrada ha sido de 15 cm/año.
El extremo norte de esta falla se puede detectar con facilidad en la carretera a San Miguel de Allende, unos metros al sur del cruce con la autopista Querétaro-Irapuato donde es sensible el salto que dan los vehículos al pasarla.
Hacia el sur, la falla causa daños al pasar a través del Convento de San Francisco, a unos metros de Catedral y de la Bola de Agua. Más adelante a la Central de Abastos, a la Carretera Panamericana y al Gasoducto de Pemex y sigue por unos 1500 metros, cortando terrenos baldíos, campos de cultivos y caños de aguas negras.
El extremo norte de esta falla se observa actualmente en el área del Centro de Investigaciones Agrícolas del Bajío (CIAB), siguiendo su prolongación hacia el sur.
Al sur de este último punto de los efectos van disminuyendo hasta casi desaparecer entre el Bulevar López Mateos y la carretera Panamericana, donde pasa a unos 300 metros, al poniente de la termoeléctrica de CFE. Esta falla tiene realmente poca importancia por lo que se refiere a daños y se describe solo como referencia.
Se localiza en la porción nororiental de la ciudad en la colonia del mismo nombre, tiene una longitud de 500m, quedando la mayor parte de ellos sobre terrenos baldíos, donde se presenta como una serie de sumideros alineados. Sus características de dirección y ubicación del bloque caído son semejantes a los anteriores siendo el salto de unos 15 cm.
En base al análisis de numerosos cortes litológicos de pozos, se ha podido determinar que la Ciudad de Celaya se encuentra en el borde suroccidental de una fosa tectónica de la forma alargada en dirección norte-sur que tiene una longitud de 20 kilómetros, un ancho medio de 6 kilómetros, y una profundidad no menor de 242 metros.
El fallamiento se atribuye en Celaya, a procesos tectónicos, actualmente, con base en la recopilación referente principalmente a cortes litológicos y datos hidrológicos de pozos perforados en el área, se considera que el fallamiento se debe al abatimiento del acuífero, combinando con la forma y profundidad del basamento rocoso, sepultando bajo los materiales granulados que rellenan el valle y la fosa de Celaya. La explotación intensiva de aguas subterráneas en el área de Celaya, se inició en la década de 1950 iniciándose desde entonces el abatimiento gradual del acuífero.
La subsidencia del terreno comenzó al mismo tiempo que el abatimiento del acuífero pero sus efectos fueron pocos sensibles debido a que el hundimiento fue lento y uniforme en toda el área. A partir de 1968, la recarga del acuífero disminuyó notablemente al quedar terminada la presa Ignacio Allende, sobre el río Laja, desapareciendo prácticamente las grandes avenidas y los desbordamientos tan importantes para la alimentación del acuífero. Los años 1981 y 1982 han sido los de menor precipitación en las zonas en los últimos años, por lo que la recarga al acuífero fue extremadamente reducida.
En este tiempo, en vista de la escasez de agua superficial en la zona, para cubrir las necesidades agrícolas se presentó un incremento considerable, la explotación de agua subterránea mediante la perforación de nuevos pozos y equipamiento de los existentes, acelerándose el abatimiento de niveles y con ello el ritmo de hundimiento. Los niveles dinámicos de los pozos del área llegaron a profundidades del orden de los 60 metros alcanzando y en ocasiones rebasando, la cima del basamento rocoso.
En la porción occidental de la ciudad de Celaya, sobre el borde de la fosa, donde el espesor de materiales granulares es reducido, al alcanzar el nivel del abatimiento del acuífero la cima del basamento rocoso, el terreno dejó de compactarse. En la porción oriental, de la ciudad de Celaya, en la zona de la fosa, el espesor de sedimentos granulares es mucho mayor, por lo que al avanzar el abatimiento del acuífero, la compactación ha continuado, provocando el fallamiento en el borde.

## Demografía
De acuerdo a los resultados del Conteo de Población y Vivienda realizado en 2020 por el Instituto Nacional de Estadística y Geografía, el municipio de Celaya tiene un total de 521,169 habitantes, de los cuales 253,045 son hombres y 268,124 son mujeres. La población masculina presenta una edad mediana de 24 y la femenina de 26, para un promedio general de 25 años. La relación hombres-mujeres es de 92.59; La densidad de población es de 893.48 habitantes por kilómetro cuadrado. El crecimiento poblacional promedio esta tasado en 1.2; En tanto que la esperanza de vida en años es 70.8 para hombres y 78.9 para mujeres (75 en general).

### Localidades
En el censo de 2020 el municipio de Celaya contaba con 321 localidades.
| Código INEGI      | Localidad                   | Población (2020) |
| ----------------- | --------------------------- | ---------------- |
| 110070001         | Celaya                      | 378 143          |
| 110070165         | San Miguel Octopan          | 14 969           |
| 110070143         | Rincón de Tamayo            | 11 026           |
| 110070161         | San Juan de la Vega         | 10 559           |
| 110070185         | Tenería del Santuario       | 5 195            |
| 110070146         | Roque                       | 4 252            |
| 110070258         | San Antonio Gallardo        | 4 059            |
| 110070256         | Primera Fracción de Crespo  | 4 045            |
| 110070174         | Santa María del Refugio     | 3 330            |
| 110070154         | San Isidro Crespo           | 3 279            |
| 110070109         | Juan Martín                 | 3 086            |
| 110070159         | San José de Guanajuato      | 2 812            |
| 110070250         | La Aurora                   | 2 799            |
| 110070153         | San Elías                   | 2 564            |
| 110070132         | Plancarte                   | 2 413            |
| 110070110         | La Laja                     | 2 342            |
| 110070156         | San Isidro de la Concepción | 2 276            |
| 110070102         | Gasca                       | 2 254            |
| 110070135         | Presa Blanca                | 2 167            |
| 110070177         | Santa Teresa                | 2 144            |
| 110070670         | Cartagena Residence         | 1 950            |
| 110070180         | El Sauz de Villaseñor       | 1 874            |
| 110070091         | La Cruz                     | 1 845            |
| 110070193         | Yustis                      | 1 804            |
| 110070116         | La Luz                      | 1 667            |
| 110070415         | Colonia Pedro María Anaya   | 1 642            |
| 110070127         | Ojo Seco                    | 1 607            |
| 110070107         | Jáuregui                    | 1 584            |
| 110070098         | Estrada                     | 1 542            |
| 110070245         | La Trinidad                 | 1 497            |
| 110070169         | Santa Anita                 | 1 415            |
| 110070138         | El Puesto                   | 1 366            |
| 110070155         | San Isidro de Elguera       | 1 357            |
| 110070704         | Villas de Elguera           | 1 345            |
| 110070118         | Los Mancera                 | 1 317            |
| 110070130         | La Palmita de San Gabriel   | 1 193            |
| 110070163         | San Lorenzo                 | 1 192            |
| 110070151         | San Cayetano                | 1 173            |
| 110070166         | San Nicolás Esquiros        | 1 120            |
| 110070414         | Colonia Patria Nueva        | 1 084            |
| Otras localidades | Otras localidades           | 27 881           |
| Total municipal   | Total municipal             | 521 169          |

## Gobierno

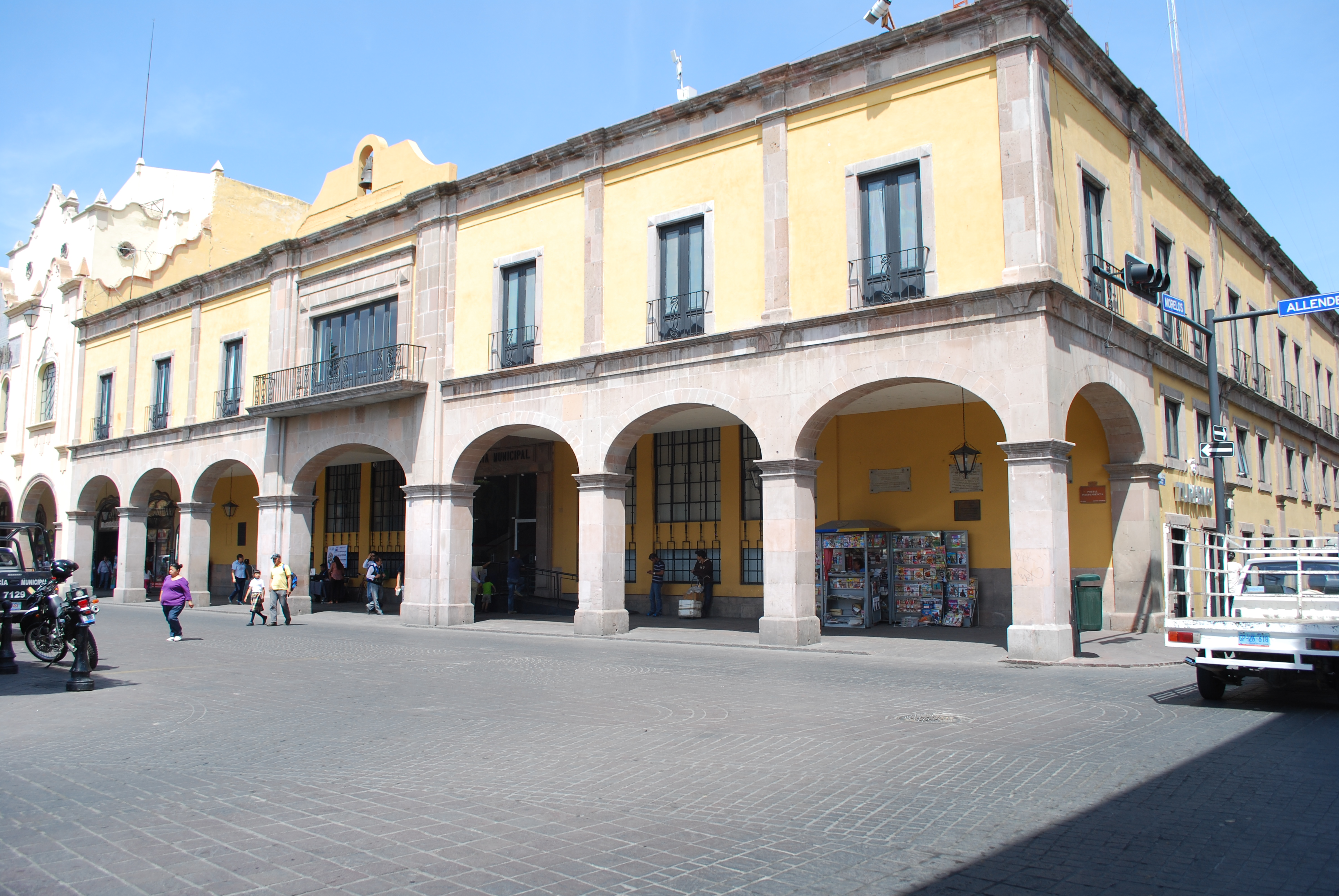
Palacio Municipal de Celaya

### Antecedentes
En las primeras décadas del Virreinato de la Nueva España la fundación de Ayuntamientos constituyó la base de la organización territorial de las nuevas tierras exploradas (y en consecuencia conquistadas). La figura de estos otorgaba plenos poderes a los fundadores para la administración pública y económica del lugar. En el caso de Celaya, luego de la solicitud de un grupo de ganaderos vascos para la fundación de una villa, se nombró como Alcalde Mayor (aunque de carácter transitorio) a Pedro de Villegaz; siendo este el responsable de organizar al grupo de familias que, una vez aprobada la solicitud de fundación, serían quienes elegirían al primer ayuntamiento. Este quedó establecido el 1 de enero de 1571 con Domingo Silva y Juan Freyre como primeros alcaldes electos de la historia.
El primer ayuntamiento, tal como lo establecían las normas desde la época de Hernán Cortés, lo integraron los dos alcaldes, cuatro regidores, un procurador y un escribano; los alcaldes tendrían jurisdicción criminal y civil. Esto cambió a partir de 1573 con el edicto real de Felipe II; en él se determinó, para las villas (como lo era Celaya), la nueva integración con un solo alcalde, cuatro regidores, un alguacil, un escribano del concejo y otro público, y un mayordomo. A pesar de poseer amplias facultades autónomas para los asuntos más locales, los ayuntamientos tenían supeditadas sus decisiones políticas a la de autoridades de ciudades más grandes, desde luego del virrey y en consecuencia de la Corona. Las reformas de Carlos III dotaron al recién creado cargo de Intendente de toda la autoridad sobre ayuntamientos; con ello se redujo a solo un alcalde, dos regidores y un procurador; se perdió toda autonomía hacendaría y se reconocía al intendente como máxima autoridad del propio cabildo.
La constitución de Cádiz de 1812 que rigió en plena Guerra de Independencia, estableció como novedades la denominación de sindico para el procurador, la elección democrática de los miembros del ayuntamiento, el periodo limitado de un año para el alcalde, la exigibilidad de ser originario o residencia de al menos cinco años para quien aspirara al cargo de alcalde. Sin embargo se sostuvo a los Jefes políticos (sucesores de los intendentes) como instancia máxima de decisión en asuntos de la administración.
Los sucesivos regímenes constitucionales del México independiente no modificaron sustancialmente la conformación y responsabilidades de los ayuntamientos; pero si su grado de autonomía. El estatuto provisional del Imperio conservó la organización dictada por la constitución de Cádiz; la constitución de 1824 dotó de autonomía a los estados para decidir su división interna, por lo que no menciona la figura de ayuntamiento (aunque en Guanajuato y la mayor parte del país se conservó); las constituciones de las repúblicas centralistas y el estatuto del Segundo Imperio crearon figuras políticas intermedias (entre alcaldes y Jefes de Departamento) que restaron poder e influencia al ayuntamiento, pues depositaban en ellos la última decisión de cualquier acto, entre las figuras creadas estuvieron los prefectos, jefes políticos de distrito e incluso los diputados correspondientes a cada demarcación. La constitución de 1857 recuperó la figura de alcalde, hasta que en 1881 las reformas porfiristas la desaparecieron, sustituyéndola por el Jefe Político, quien tenía facultad para integrar juntas municipales (sustitutas a la vez, de los ayuntamientos).

### Actualidad
La Constitución de 1917 estableció en su artículo 115 la denominación oficial de municipio libre para las unidades geográficas en que se dividirían los estados, por lo cual la figura de jefe político fue remplazada por la de presidente municipal. Dicho artículo es el que describe las facultades y responsabilidades de los municipios, confiriéndole especialmente la administración de los servicios públicos más básicos (seguridad pública, agua potable, drenaje, alumbrado, panteones, mercados, parques, obra pública menor, servicios de limpia, uso de suelo, desarrollo urbano y/o comunitario, transporte público, etc.), la acción legislativa de los ayuntamientos para ese fin, el cobro de impuestos a dichos servicios y cualquier otra facultad que le otorgue la constitución estatal, la ley orgánica del municipio y el bando de buen gobierno local. En tanto que los artículos del 106 al 121 de la Constitución del Estado de Guanajuato, respaldan y especifican dichas prerrogativas.
La ley orgánica municipal para el estado de Guanajuato específica la estructura y organización política para cada municipio de acuerdo a ciertas disposiciones. En el caso de Celaya se dispone como integración del Ayuntamiento:
- Un Presidente Municipal electo por voto popular y directo para un periodo de tres años, con opción a una reelección para el periodo inmediato, siempre y cuando sea bajo la misma coalición o partido que lo postulo originalmente. Para asesorarlo contará con nueve dependencias municipales que fungirán como un gabinete.
- Dos Síndicos electos en la fórmula del candidato ganador de la presidencia municipal.
- Doce Regidores; siete electos por mayoría relativa, y cinco por el principio de representación proporcional.

### Integración actual del Ayuntamiento
| Cargo                | Nombre                           | Área                                                               | Partido |
| -------------------- | -------------------------------- | ------------------------------------------------------------------ | ------- |
| Presidente Municipal | Juan Miguel Ramírez Sánchez      |                                                                    | Morena  |
| Síndico              | Gloria Lucina Baldera González   | Comisión de Hacienda, Patrimonio y Cuenta Pública                  | Morena  |
| Síndico              | Francisco Javier Torres Álvarez  | Comisión de Obras Públicas y Servicios Municipale                  | Morena  |
| Regidor              | Liliana Cristina Celedón Serrano | Comisión de seguridad, transporte, tránsito y protección civil     | Morena  |
| Regidor              | Adrián Guerrero Caracheo         | Comisión de desarrollo urbano y ordenamiento ecológico territorial | Morena  |
| Regidor              | Selene Naylea Valencia Hernández | Comisión de contraloría                                            | Morena  |
| Regidor              | Miguel Villanueva Floresvillar   | Comisión de obras públicas y servicios públicos municipales        | Morena  |
| Regidor              | Ana Laura Benítez Rivera         | Comisión de Gobierno, Reglamentos y Justicia Municipal             | Morena  |
| Regidor              | Andrés Espinosa Carmona          | Comisión de equidad de género                                      | Morena  |
| Regidor              | Ma. Isabel Herrejón Arredondo    | Comisión de hacienda                                               | PAN     |
| Regidor              | Carlos Alberto Ruiz León         | Comisión de cultura, recreación, deporte y atención a la juventud  | PAN     |
| Regidor              | Fátima González Reyna            | Comisión de recursos humanos y servicio civil de carrera           | PAN     |
| Regidor              | Raúl Alejandro Cueva Molina      | Comisión de salud y asistencia social                              | PAN     |
| Regidor              | Cristina González Muñoz          | Comisión de educación                                              | PVEM    |
| Regidor              | María del Carmen Ortiz Jamaica   | Comisión de desarrollo rural y fomento agropecuario                | MC      |

### Gobernantes de Celaya (1881-presente)

#### Jefes Políticos
| Jefe Político              | Período de Gobierno |
| -------------------------- | ------------------- |
| Dionisio Catalán           | 1881-1883           |
| José Guadalupe Eguiluz     | 1883                |
| Ramón Dávalos Obregón      | 1883-1884           |
| José Reynoso               | 1884                |
| Juan Tongo                 | 1884-1885           |
| Francisco Ruiz             | 1885-1896           |
| Dionisio Catalán           | 1896                |
| Jesús Morales              | 1896-1904           |
| Perfecto I. Aranda         | 1904-1910           |
| Francisco Paredes          | 1910                |
| Arturo Beascoechea         | 1910-1911           |
| Ciro Valenzuela            | 1911-1912           |
| José E. Aguilar            | 1912-1913           |
| Jesús Oliveros             | 1913                |
| Ernesto García             | 1913                |
| Luciano Torres             | 1913                |
| Leonardo Vallejo           | 1913                |
| Benjamín Bravo             | 1913                |
| Fidel Zúñiga               | 1913-1914           |
| Francisco Ávila            | 1914                |
| Ignacio Velasco            | 1914-1915           |
| Víctor Sánchez             | 1915                |
| Amado Obregón              | 1915                |
| J. Luz Ramírez             | 1915                |
| José Hurtado               | 1915                |
| Enrique Lira               | 1915                |
| Juan de Dios Avellaneda    | 1915                |
| Fulgencio Rivera Sotomayor | 1915-1916           |
| Juan Vázquez               | 1916                |
| David Oryega               | 1916-1917           |

#### Presidentes municipales
| Presidente Municipal             | Período de Gobierno     | Partido Político |     |
| -------------------------------- | ----------------------- | ---------------- | --- |
| Juan Vázquez                     | 1917                    |                  |     |
| José María Jiménez               | 1918                    |                  |     |
| Juan Jiménez                     | 1919                    |                  |     |
| Francisco Aguilera               | 1919                    |                  |     |
| J. Luz Ramírez                   | 1920                    |                  |     |
| Alberto Pallares                 | 1920                    |                  |     |
| Luis Gil                         | 1920                    |                  |     |
| Juan Sepúlveda                   | 1921                    |                  |     |
| José Mendoza Oliveros            | 1922                    |                  |     |
| Enrique Campacós                 | 1923                    |                  |     |
| Rafael R. Arroyo                 | 1924                    |                  |     |
| Antonio R. Rico                  | 1925-1926               |                  |     |
| J. Jesús Yáñez Maya              | 1927                    |                  |     |
| Enrique Tamayo Guerrero          | 1928                    |                  |     |
| Ignacio Vélez Mora               | 1929-1930               |                  |     |
| Ernesto Gallardo Sánchez         | 1931-1932               | PRI              |     |
| Gustavo Anaya                    | 1932                    | PRI              |     |
| Alfredo Ortega Manríquez         | 1932                    | PRI              |     |
| Juan Yépez Márquez               | 1933-1934               | PRI              |     |
| Raymundo Flores Ruelas           | 1935                    | PRI              |     |
| Rafael Arroyo                    | 1936                    | PRI              |     |
| Salvador Estrada Rico            | 1936                    | PRI              |     |
| Daniel Mosqueda Enríquez         | 1937                    | PRI              |     |
| Alfonso A. Parra                 | 1938                    | PRI              |     |
| Leopoldo Jiménez                 | 1939                    | PRI              |     |
| Juan Gutiérrez V.                | 1939                    | PRI              |     |
| Rafael R. Arroyo                 | 1940-1941               | PRI              |     |
| J. Jesús Ortiz Balderas          | 1942-1943               | PRI              |     |
| Salvador Montes Redondo          | 1944-1945               | PRI              |     |
| Antonio Chaurand Concha          | 1946-1947               | PRI              |     |
| José Mendoza Oliveros            | 1948-1949               | PRI              |     |
| Octavio Lizardi                  | 1950-1951               | PRI              |     |
| José Chaurand Concha             | 1952-1954               | PRI              |     |
| Gustavo Cárdenas Noriega         | 1955-1957               | PRI              |     |
| Jesús Gómez de la Cortina        | 1958-1960               | PRI              |     |
| Antonio Chaurand Yepes           | 1961-1963               | PRI              |     |
| Javier Guerrero Rico             | 1964-1966               | PRI              |     |
| Roberto Suárez Nieto             | 1967-1969               | PRI              |     |
| Ernesto Balderas Lomelin         | 1970-1972               | PRI              |     |
| José Antonio Ramírez Salgado     | 1973                    | PRI              |     |
| René López Duthoy                | 1973                    | PRI              |     |
| Arturo Nieto Lambarri            | 1974-1976               | PRI              |     |
| Manuel Orozco Irigoyen           | 1977-1979               | PRI              |     |
| Salvador Almeida Álvarez         | 1979                    | PRI              |     |
| Mauricio Clark Ovadía            | 1980-1982               | PRI              |     |
| Héctor Manuel Maldonado          | 1982                    | PRI              |     |
| Salvador Guerra Jiménez          | 1983-1985               | PRI              |     |
| Jorge Chaurand Arzate            | 1986-1989               | PRI              |     |
| Francisco Javier Mendoza Márquez | 1989-1991 (1er mandato) | PRI              |     |
| Carlos Aranda Portal             | 1992-1994               | PAN              |     |
| Leopoldo Almanza Mosqueda        | 1995-1998               | PRI              |     |
| Ricardo Suárez Inda              | 1998-2000               | PAN              | PAN |
| José Manuel Mendoza Márquez      | 2000-2003               | PAN              | PAN |
| José Rivera Carranza             | 2003-2006               | PAN              | PAN |
| Gerardo Hernández Gutiérrez      | 2006-2009               | PAN              | PAN |
| Rubí Laura López Silva           | 2009-2012               | PAN              | PAN |
| Ismael Pérez Ordaz               | 2012-2015               | PAN PANAL        |     |
| Ramón Lemus Muñoz                | 2015-2018               | PAN              | PAN |
| Elvira Paniagua Rodríguez        | 2018-2021               | PAN              | PAN |
| Francisco Javier Mendoza Márquez | 2021-2024 (2.º Mandato) | PAN              | PAN |
| Juan Miguel Ramírez Sánchez      | 2024-act.               | Morena           |     |

### Representación legislativa estatal y federal
El municipio de Celaya está cubierto por dos distritos federales representados en la Cámara de Diputados, el XII y el XIII correspondientes al estado de Guanajuato. El primero abarca el norte del municipio, incluyendo toda el área urbana, teniendo la cabecera de dicha demarcación ahí mismo; su actual titular en la LXVI legislatura es Magdalena Rosales Cruz de Morena. El segundo distrito abarca todo el sur del municipio, además de la totalidad de los municipios de Cortazar, Jaral del Progreso y Valle de Santiago, donde se ubica su cabecera; el actual titular en la LXVI legislatura es Lucero Higareda Segura, de Morena.
En el Congreso del Estado de Guanajuato el municipio se encuentra representado por los distritos locales XV y XVI. El primero abarca el sur del municipio, incluida la parte suroeste de la zona urbana, y el municipio de Tarimoro, siendo su titular actual en la LXVI legislatura local Antonio Chaurand Sorzano de Morena. En tanto que el segundo comprende el norte del municipio, incluida la mayor parte del área urbana; su actual titular es Martha Edith Moreno Valencia de Morena.

### Representación de los poderes judiciales estatal y federal
En el municipio de Celaya tienen su sede tres juzgados de distrito del Poder Judicial Federal, que corresponden al quinto, sexto y octavo del estado de Guanajuato. En tanto que por parte del Poder Judicial de Guanajuato se encuentran 18 juzgados (cinco civiles, cinco penales, seis menores civiles y dos menores penales.

### Organización territorial
El territorio municipal se subdivide en 4 polos de desarrollo teniendo como cabeceras a las siguientes comunidades:
- San Juan de la Vega
- San Miguel Octopan
- Rincón de Tamayo
- Roque

Esto permite crear una microrregionalización para conocer las necesidades y demandas de cada una de las localidades y programar las acciones que sean necesarias para dotarlas de infraestructura y servicios. Las comunidades que conforman el Municipio de Celaya son las siguientes:
| San Juan de la Vega | Roque | San Miguel Octopan | Rincón de Tamayo |
| --- | --- | --- | --- |
| - Capulines - Galvanes - La Aurora - San Antonio Gallardo - San José de Mendoza - Tenería del Santuario - Plancarte - San Luis Rey - La Trinidad - Camargo - San Martín de Camargo - San Miguel Octopan - Jauregui - La Laja - San José de la Presa | - San Nicolás de Esquiros - Tres Puentes - San Antonio Espinoza - Presa Blanca - Santa Teresa - San Elías - San Isidro de la Concepción - La Concepción - San Cayetano - Los Aguirre - Yustis - Gasca - Silva (Pelavacas) - La Esperanza de Yustis - San Rafael de Yustis - San Isidro de Elguera | - Elguera - San José de Guanajuato - El Becerro - Estrada - El Puente - La Palmita de San Gabriel - 1.ª Fracc. de Crespo - Rancho Seco - Jofre - Arreguín de Abajo - El Puesto - Michinelas - Santa Anita - Santa María del Refugio - El Sauz de Villaseñor - Ojo Seco | - Los Mancera - La Cruz - La Luz - San José el Nuevo - La Machuca - Juan Martín - San Lorenzo - San Isidro de Trojes - Los Huesos - Los Almanza - Santa Rosa de Lima - El Nuevo Porvenir - San Isidro del Palmar - Canoas |

## Cultura

### Gastronomía
Celaya es reconocida por su cajeta, dulce típico elaborado de manera artesanal. Se prepara con leche de cabra en cazos de cobre. Hay una gran variedad de sabores: envinada, piñón, vainilla, quemada, nuez, entre otros. De igual manera se elaboran otros deliciosos dulces como jamoncillos, cacahuate garapiñado, frutas cubiertas, queso de almendra, natillas, alfeñiques, obleas, cocadas; y en general, los dulces preparados a base de leche, incluso en la bola de agua se creía que dentro de ella había cajeta y no agua.
Otros alimentos típicos son las tostadas estilo Celaya, las gorditas de queso y migajas del barrio de Tierras Negras y las pacharelas.

### Artesanías
Se trabajan los cueros y pieles curtidas de San Lorenzo, máscaras de cartón, pinturas en cartón, hojalata, madera blanca y papel maché; pirotecnia y juguetería en cartón, carrizo, hojalatería y madera blanca.
los objetos se vende en la calzada independencia hay varios lugares donde se encuentran los juguetes de madera los cintos de piel, las botas y otras artesanías

### Atractivos
- Templo del Carmen:

Obra maestra del Arquitecto Francisco Eduardo Tresguerras, nacido en 1759 en esta ciudad. Sus obras arquitectónicas son dignas de admirase, por mencionar algunas son la fuente de Neptuno en Querétaro, la casa del Conde Rul en la ciudad de Guanajuato, también hay obras en Salvatierra, Salamanca e Irapuato. Este templo fue construido de 1802 a 1807. Es de arquitectura neoclásica.
También se pueden admirar murales realizados por Francisco Eduardo Tresguerras en la Capilla de San Plácido, las obras son:
- - La Resurrección de Lázaro: este es otro pasaje de la Biblia que narra cuando Jesucristo le devolvió la vida a su amigo Lázaro, después de tener ya tres días de haber sido enterrado.
  - El Entierro de Tobías: en este mural se observa un pasaje bíblico del entierro de un personaje que fue importante y que menciona la Biblia en el Antiguo Testamento.
  - El Juicio Final: este mural al igual que los otros dos fue tomado de pasajes bíblicos, el juicio final se encuentra en el libro llamado Apocalipsis y es una descripción del fin del mundo, Tresguerras separa el bien ( con ángeles ) y el mal ( con demonios ), el autor se pinta como un esqueleto que está saliendo de la tumba y en la lápida se pueden ver las iniciales de su nombre ( F.E.T. ), su posición es boca abajo, ya que él decía que iba a ser enterrado vivo, hecho que pudo comprobarse, ya que después de haber sido enterrado en una fosa común por su muerte de cólera, al ser sacado su cuerpo lo encontraron boca abajo.

- Convento y Templo de San Francisco:

Es uno de los más grandes y bellos de México. En el interior se aprecia el estilo barroco del siglo XVII. La Fachada del claustro es de estilo plateresco, construida por Eduardo Tresguerras entre 1810 y 1820. La construcción del templo anexo se inició en 1683; su fachada actual y los altares, de estilo neoclásico, fueron remodelados por Tresguerras.
- Claustro Agustino:

Construcción en cantera que data de principios del siglo XVII. Fue cárcel municipal hasta 1961. La decoración exterior de estilo plateresco contiene algunos elementos de procedencia morisca, y su interior era originalmente barroco, fue remodelado al neoclásico. Actualmente es la Casa de la Cultura.
- Templo de San Agustín:

Construcción de 1609, de estilo plateresco con reminiscencia morisca.
- Templo de la Tercera Orden:

Este templo perteneció en sus inicios al convento de San Francisco, data de 1820, en él destacan los altares de estilo neoclásico atribuidos a Francisco Tresguerras, además de una pintura de San Judas Tadeo ( santo que se venera en este lugar ). Otro dato importante es que ahí se encuentra la lápida de la Sra. Emeteria Valencia, benefactora de la ciudad de Celaya. La fachada es de un solo nivel, en la parte superior tiene un nicho rectangular con un vitral, el campanario y la planta son de estilo plateresco. En el interior tiene 18 vitrales distribuidos en su planta y en su cúpula.
- Columna de la Independencia:

Construida por Tresguerras en 1791, dedicada en un principio al monarca español Carlos III como símbolo de fortaleza; sin embargo, en 1823, los celayenses aprovecharon la famosa columna y la dedicaron a la recién consumada Independencia de México. Al final de la columna se puede observar colocando en un águila devorando una serpiente.
- Torre Hidráulica:

También conocida como Bola de agua de Celaya, fue inaugurada con motivo de las celebraciones del primer centenario de la Promulgación de la Independencia y se ha convertido en el símbolo de la ciudad.
- Casa del Diezmo:

Una de las más bellas construcciones civiles de la ciudad. Arquitectura de fines del siglo XVII Sus puertas y ventanas denotan un estilo barroco. Es sus espacios se alberga la Delegación de Turismo, el archivo municipal, hemeroteca y también es utilizada como foro para conciertos y exposiciones.
- Presidencia Municipal:

Se pueden admirar murales de Octavio Ocampo, artista celayense que plasmó en su estilo polifórmico; eventos y personajes de la historia de México.
- Mausoleo de Tresguerras:

Bella capilla de estilo barroco que guarda los restos del ilustre arquitecto Francisco Eduardo Tresguerras.
- Plaza de Armas:

Tranquilo espacio arquitectónico, enmarcado por bellos portales.
- Museo de momias:

Museo recientemente creado, que expone 22 cuerpos momificados. Su museografía incluye explicación del proceso de momificación.
- Auditorio Municipal Francisco Tresguerras: monumental obra proyectada y construida por Abraham Zabludovsky, arquitecto mexicano cuya labor profesional en México y el extranjero es altamente reconocida por sus propuestas estéticas y funcionales destacando sus edificios bancarios y centros culturales. El auditorio tiene una capacidad para 2470 personas, cuenta además con dos salas de usos múltiples con capacidad de 40 personas.

- Parque Xochipilli: es una atractiva zona recreativa con una extensión de 19 hectáreas, donde se concentran áreas deportivas con cancha de básquetbol, voleibol y pista de caminata; área recreativa con lago artificial, asadores, juegos infantiles, paseo en lancha, circuito para bicicleta y otros.

- Alameda Central: a mediados del siglo XIX, la administración del presidente Santa Anna emprendió un programa de mejoramiento urbano en todo el país. En Celaya se estableció la Junta Auxiliar de Mejoras Materiales en 1853, siendo una de sus principales obras la construcción de un parque junto al antiguo Santuario de la Virgen de Guadalupe, edificado en 1724 a orillas de una ciénaga. Aquel parque fue llamado Alameda por la comunidad, aludiendo al importante jardín de la Ciudad de México. El paseo de la Alameda es un lugar muy importante de esparcimiento en la ciudad. En el interior, se observan estatuas que representan deidades greco-latinas que originalmente se encontraban en el Jardín Perfecto I. Aranda, en la Torre Hidráulica. En una de sus esquinas, al comienzo de la Calzada Guillermo Prieto se encuentra otra importante escultura llamada por su autor Louis Sauvageau, La Ninfa Tetis, aunque es más conocida como “la mujer del cántaro”.

### Fiestas y Ferias
- 6 de julio: fiestas de la Virgen del Carmen.
- 12 de junio: fiesta de San Antonio.
- 12 de octubre: celebración de la fundación de la ciudad.
- 15 y 16 de septiembre: celebración de la Independencia de México.
- 2 de noviembre: día de muertos, la gente acostumbra llevar comida y bebida al panteón municipal al visitar a sus muertos.
- 8 de diciembre: fiesta de la Purísima Concepción.
- 12 de diciembre: fiesta de la Virgen de Guadalupe.
- 17 de diciembre al 4 de enero: feria de Navidad. Es la máxima fiesta que se celebra desde hace 150 años. Actualmente nuestra feria está catalogada como regional, tiene un local especial y su proyección es a nivel nacional, ya que se ha proyectado como Agrícola, Ganadera, Artesanal y Comercial.